# Anna Maurizio
Anna Maurizio (26 de noviembre de 1900, Lemberg - 24 de julio de 1993, Liebefeld) fue una bióloga e investigadora apícola suiza. Durante más de tres décadas, trabajó en el departamento de abejas del Instituto Federal Suizo de Lechería y Bacteriología en Liebefeld. Ella acuñó el término "flora apícola" y desarrolló nuevos métodos para determinar el polen en la miel.

## Biografía
Anna Maurizio, hija del botánico e historiador cultural Adam Maurizio, provenía de una vieja generación del cantón de los Grisones. Sus antepasados habían vivido en Polonia como "suizos en el extranjero" durante décadas. En 1900 nació en Lemberg. Allí asistió a varias escuelas hasta el examen de matriculación y estudió botánica y entomología en la Universidad Técnica de Lviv. En 1923 obtuvo el diploma en ingeniería agrícola. En 1924 fue a Suiza y continuó sus estudios en la Universidad de Berna. Allí recibió su doctorado en 1927 con una disertación sobre los hongos del moho del género Podosphaera.
En 1928, Anna Maurizio asumió un puesto voluntario en el Instituto Suizo de Productos Lácteos y Bacteriológicos en Liebefeld, cerca de Berna. Primero, trabajó allí sobre el daño causado por el moho al queso Emmental. Sin embargo, pronto se interesó en los problemas micológicos con la apicultura. Después de 1930 trabajó como asistente de investigación en el Departamento de Abejas del Instituto Federal de Industria Láctea y Bacteriología en Liebefeld (Köniz, Suiza), y desde entonces trabajó en los problemas centrales en todo el campo de la investigación de la ciencia y la miel de abejas. En 1965 se retiró.

## Trayectoria
En su trabajo micológico en el campo de la apicultura, Anna Maurizio examinó primero varios tipos de hongos en las colmenas y examinó sus condiciones de vida dependiendo de las condiciones climáticas. Sin embargo, el foco de su investigación adicional fue el análisis de polen de las mieles. Desarrolló nuevos métodos de examen microscópico con la ayuda del análisis de polen para cuantificar el origen geográfico de las variedades de miel. Durante décadas fue considerada la experta indiscutible en el campo del análisis de polen de miel. Esta rama del conocimiento de la ciencia de las abejas, la melisopalinología, experimentó un salto cuántico con su trabajo de investigación.
Anna Maurizio acuñó el término "flora apícola". Con esto entendió las relaciones entre las abejas y el ambiente de la planta. Sobre todo, el conocimiento de las plantas tradicionales, la fisiología nutricional de las abejas, el envenenamiento de las abejas por las plantas y las medidas de protección de las plantas, así como las relaciones básicas entre la apicultura y la agricultura son áreas temáticas de la botánica de las abejas. Anna Maurizio investigó en todas estas áreas. Por iniciativa suya, en 1951, después del Congreso de Apicultores en Leamington Spa (Inglaterra), se fundó una Comisión Internacional de Botánica de la Abeja, que presidió durante casi dos décadas.
La lista de publicaciones de Anna Maurizio incluye 150 artículos en revistas profesionales y varias publicaciones y libros. Su trabajo principal es el Trachtenpflanzenbuch, un trabajo escrito junto con la botánica suiza Ina Grafl, un manual sobre néctar y polen como las fuentes de alimentos más importantes para las abejas melíferas. Fue publicado por primera vez en 1969, luego en otras ediciones. Después de la muerte de Anna Maurizio, Friedgard Schaper publicó una cuarta edición extendida en 1994.
Anna Maurizio pertenece a la serie de destacados investigadores de abejas internacionalmente conocidos del siglo XX. Dorothea Brückner, Jefa del Centro de Investigación de Ciencia de la Abeja de la Universidad de Bremen, presentó recientemente el trabajo de su vida científica y los objetos de colección de sus actividades de investigación como parte de la exposición de las Hermanas Darwin. Esta presentación científica, presentada como una exposición itinerante, se mostró en el Haus der Wissenschaft en Bremen a principios de 2009. El siguiente lugar de exhibición fue el Museo Roemer y Pelizaeus en Hildesheim.

## Obras
- Zur Biologie und Systematik der Pomaceen bewohnenden Podosphaeren. Diss. Univ. Bern 1927.
- Beobachtungen über die Lebensdauer und den Futterverbrauch gefangen gehaltener Bienen. Beitrag zur Methodik von Fütterungsversuchen. Mit statistischer Auswertung von A. Linder. Schweizerische Bienen-Zeitung 1946, Beiheft; H. 13 - Bd. 2.
- Pollenanalytische Untersuchungen an Honig und Pollenhöschen. Schweizerische Bienen-Zeitung 1949, Beiheft; H. 18 = Bd. 2.
- Weitere Untersuchungen an Pollenhöschen. Beitrag zur Erfassung der Pollentrachtverhältnisse in verschiedenen Gegenden der Schweiz. Schweizerische Bienen-Zeitung 1953, Beiheft; H. 20 = Bd. 2.
- Blüte, Nektar, Pollen, Honig. Verlag der Deutschen Bienenwirtschaft München 1960.
- Werner Kloft, Anna Maurizio und Walter Kaeser: Das Waldhonigbuch. Herkunft und Eigenschaften des Waldhonigs. Ehrenwirth Verlag München 1965; 2. erg. u. erw. Aufl. unter Mitarbeit von A. Fossel unter dem Titel Waldtracht und Waldhonig in der Imkerei. Herkunft, Gewinnung und Eigenschaften des Waldhonigs. Ebd. 1985.
- Anna Maurizio und Ina Grafl: Das Trachtenpflanzenbuch. Nektar und Pollen - die wichtigsten Nahrungsquellen der Honigbiene. Ehrenwirth Verlag München 1969; 2. Aufl. 1980; 3. Aufl. 1982; 4. überarbeitete und wesentlich erweiterte Aufl. von Anna Maurizio und Friedgard Schaper, ebd. 1994.
- Der Honig. Herkunft, Gewinnung, Eigenschaften und Untersuchung des Honigs. Erste Auflage 1927 von Enoch Zander und Albert Koch. Völlig neu bearbeitet von Anna Maurizio. Handbuch der Bienenkunde in Einzeldarstellungen, 2. Aufl., Bd. 6, Verlag Eugen Ulmer Stuttgart 1975.

## Literatura
- Otto Morgenthaler: Zum Rücktritt von Dr. Anna Maurizio. In: Zeitschrift für Bienenforschung, Bd. 8 (1965/66), Heft 5, pp. 130–140, (with publication list and photos on p. 129).
- Joachim Evenius: Dr. Maurizios Verdienste um die praktische Bienenzucht. In: Zeitschrift für Bienenforschung, Bd. 8 (1965/66), Heft 5, pp. 141–142.
- Jean Louveaux: In memoriam. Anna Maurizio (1900-1993). In: Apidologie, Bd. 24 (1993), p. 536, (in French).
- Peter Fluri und Jean-Daniel Charrière: Anna Maurizio, Pionierin der Bienenbotanik, würde 100-jährig. In: Schweizerische Bienenzeitung Jg. 123 (2000), Heft 11, p. 660–661, (includes photographs).
- Irmgard Jung-Hoffmann: Frauen und andere Merkwürdigkeiten. In: Deutsches Bienen-Journal, Jg. 16 (2008), Heft 7, p. 308–309, (a short biography, with photos).